# Senso comune (Thomas Paine)
Senso comune (Common Sense) di Thomas Paine è un pamphlet pubblicato per la prima volta il 10 gennaio 1776 e rivolto a tutti i cittadini delle colonie, mirante a convincere della necessità di ottenere un'indipendenza immediata dall'Impero britannico, con il quale il rapporto non era affatto vantaggioso, né in termini economici e commerciali né in termini politici. Vendette 100 000 copie in poche settimane, diventando il primo best seller della storia americana.
Attinse per i suoi aspetti teorici dall'italiano Giacinto Dragonetti.

## Tesi
Secondo Thomas Paine, il legame con la madrepatria coloniale britannica inibiva le possibilità commerciali delle colonie con paesi terzi e, inoltre, coinvolgeva le colonie in conflitti con le potenze europee da cui esse non traevano alcun vantaggio economico e politico. Quindi, era necessario ottenere l'indipendenza tanto più che Paine considerava la monarchia inglese come la causa delle burrascose relazioni internazionali intrattenute dalla Gran Bretagna nell'era moderna. Perciò, Paine era portatore di una visione politica che considerava come una necessità il dover costruire una repubblica in Nord America che avrebbe, secondo la sua previsione, portato a un rinnovato ordine mondiale con la conseguente rottura dello squilibrio economico-politico esistente fino a quel momento tra gli stati europei, con il fine di garantire uno status duraturo di pace e prosperità nel futuro.

### Internazionalismo USA
Nel giustificare l'indipendenza, quindi, Paine offriva anche una visione del ruolo dei futuri Stati Uniti nel sistema internazionale: una visione spiccatamente internazionalista, ottimista e radicale.
Gli elementi fondamentali su cui si basava l'internazionalismo degli USA erano cinque:
1. La centralità del commercio;
2. L'universalismo della missione dei futuri USA;
3. L'interdipendenza tra politica estera e politica interna;
4. L'eccezionalità della nuova nazione prossima a sorgere (eccezionalismo);
5. Il rapporto tra gli obiettivi che le colonie si erano poste e i mezzi che esse avrebbero necessariamente dovuto utilizzare.

Quella di Paine si presentava a tutti gli effetti come un'"ideologia commerciale": il commercio avrebbe infatti permesso di trasformare il sistema internazionale stimolando i contatti e le relazioni tra le genti, costruendo intrecci di interessi comuni, mostrando l'inutilità della guerra e dei tradizionali antagonismi nazionali. Il commercio avrebbe così avuto un effetto civilizzatore. Tutto ciò attribuiva un ruolo ai futuri Usa nella trasformazione dell'ordine mondiale e per questo la causa americana diventò la causa dell'umanità. L'eccezionalismo americano non era però isolazionista, in quanto l'America non era distaccata dall'Europa. Essa traeva ispirazione dalle idee politiche circolanti in Europa da diverso tempo e le applicava in una chiave diversa e nuova, che traeva ispirazione anche dal linguaggio biblico, oltre che da quello illuminista, mettendo così insieme pensiero liberale e protestantesimo radicale.

## Edizioni
- Thomas Paine, Senso comune, Macerata, Liberilibri, 2005, ISBN 9788885140738.
- Thomas Paine, Senso comune, traduzione di Domingo Ottati, Il Gulliver, 2021,  p. 92, ISBN 979-8500054890.